# قانون اساسی هنگ کنگ
قانون اساسی هنگ کنگ (انگلیسی: Hong Kong Basic Law) یا قانون اساسی منطقهٔ ویژهٔ اداری جمهوری خلق چین هنگ کنگ قانون ملی چین است که به صورت دوفکتو به عنوان قانون اساسی هنگ کنگ مورد استفاده قرار می‌گیرد و شامل ۹ فصل و ۱۶۰ ماده است. این متن در قانون اساس چین ذکر شده تا موید اعلامیه مشترک چین و بریتانیا در خصوص هنگ‌کنگ باشداین قانون در ۴ آوریل ۱۹۸۰ توسط کنگره جمهوری خلق چین پذیرفته شد. این قانون حد بالایی از استقلال را به هنگ کنگ می‌بخشد اما مسائل مربوط به سیاست خارجی و امور دفاعی را به دولت چین می‌سپارد. بر این اساس چهار اداره دولت مرکزی چین در هنگ کنگ فعال هستند.